# Arrhenophagoidea sierra
Arrhenophagoidea sierra is een vliesvleugelig insect uit de familie Encyrtidae. De wetenschappelijke naam is voor het eerst geldig gepubliceerd in 1974 door Annecke & Prinsloo.